# Chromis delta
Chromis delta är en fiskart som beskrevs av Randall, 1988. Chromis delta ingår i släktet Chromis och familjen Pomacentridae. Inga underarter finns listade i Catalogue of Life.